# Dolmen des Adrets

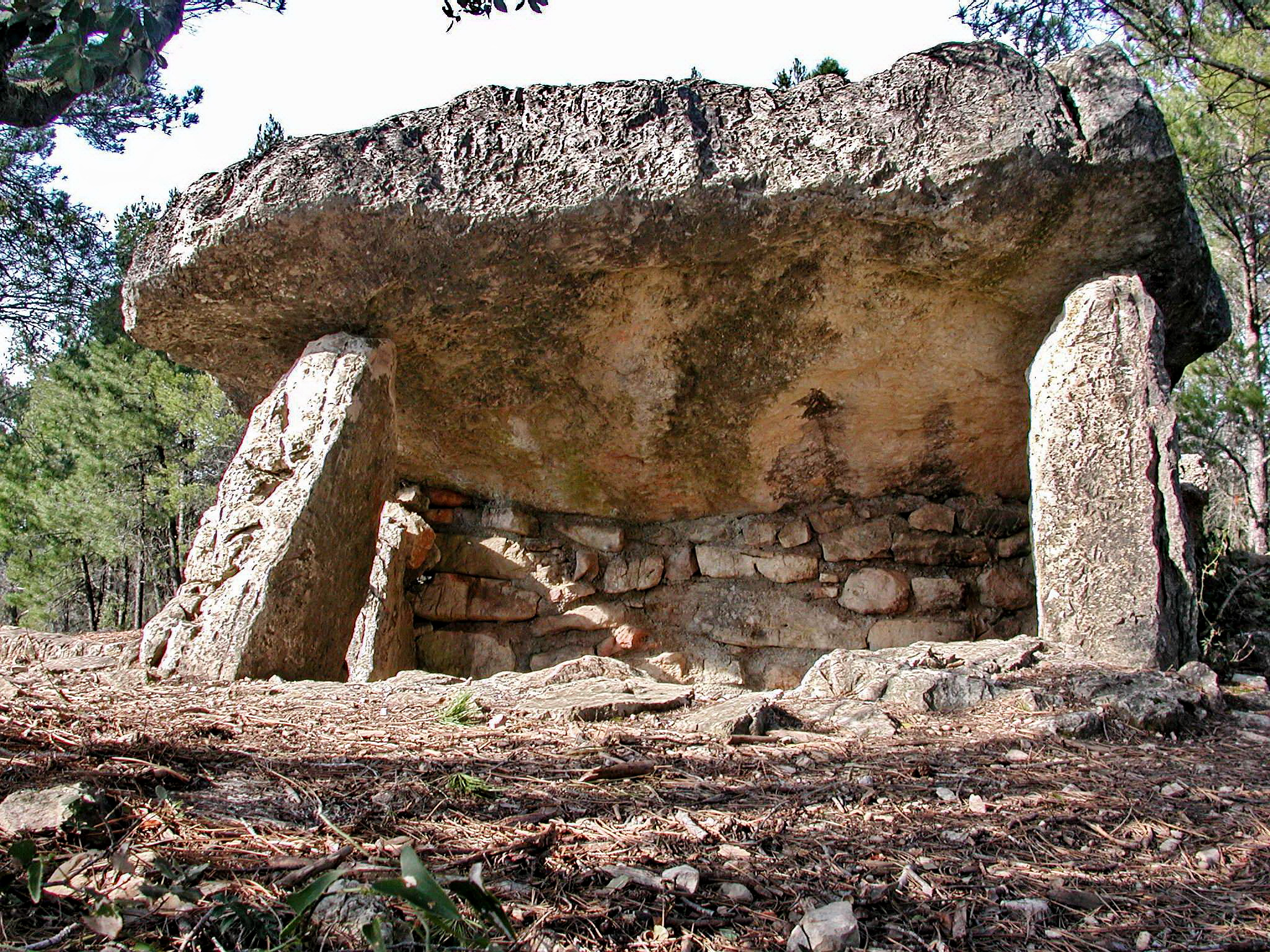
Dolmen des Adrets 1

Die vier relativ einheitlichen Dolmen des Adrets liegen nördlich von Brignoles und der Straße A 8, im Département Var in der Provence in Frankreich. Dolmen ist in Frankreich der Oberbegriff für Megalithanlagen aller Art (siehe: Französische Nomenklatur).

## Dolmen 1
Der Dolmen liegt in einem Nord-Süd orientierten, ovalen Hügel von etwa 10,0 × 8,0 m. Die im Norden und Süden durch grobes Trockenmauerwerk begrenzte Kammer ist schwach rechteckig (1,95 m lang und 1,7 m breit). Ein Schwellenstein trennt die Kammer vom 1,62 m langen, 0,80 m breiten Gang, der durch zwei seitliche Platten begrenzt wird. Der Dolmen ist wahrscheinlich durch ein Erdbeben in Schräglage geraten, und der massive Deckstein liegt an den Enden auf zweien der drei einst drei tragenden Steine und seitlich auf dem Tumulus auf.
Archäologische Grabungen unter Leitung von Georges Bérard haben erbracht, dass der Dolmen über längere Zeit aufgesucht wurde. Die älteste Schicht wurde durch Plünderung gestört. Unter einem Pflaster aus kleinen Steinen wurden verbrannte Knochen gefunden. Die Grabbeigaben bestanden aus Bauxit- und Steatitkugeln, Bergkristall, Knochenanhängern, Muscheln, einigen Pfeilspitzen aus Feuerstein und einem Armband aus Bronze. Die Ergebnisse stützen die Annahme, dass der Dolmen vom Chalkolithikum bis zur Bronzezeit in Nutzung war.

Dolmen von Adrets 1
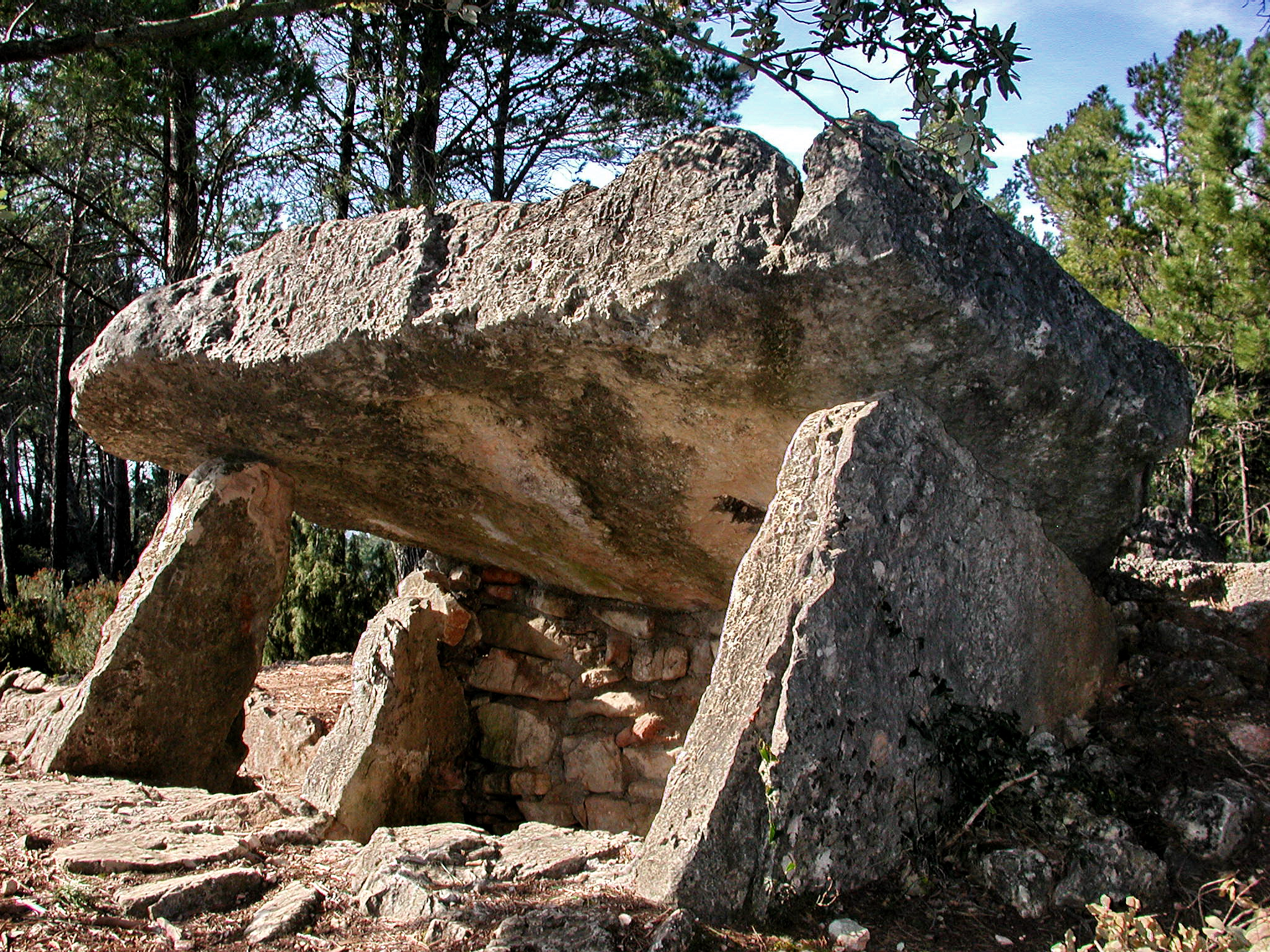
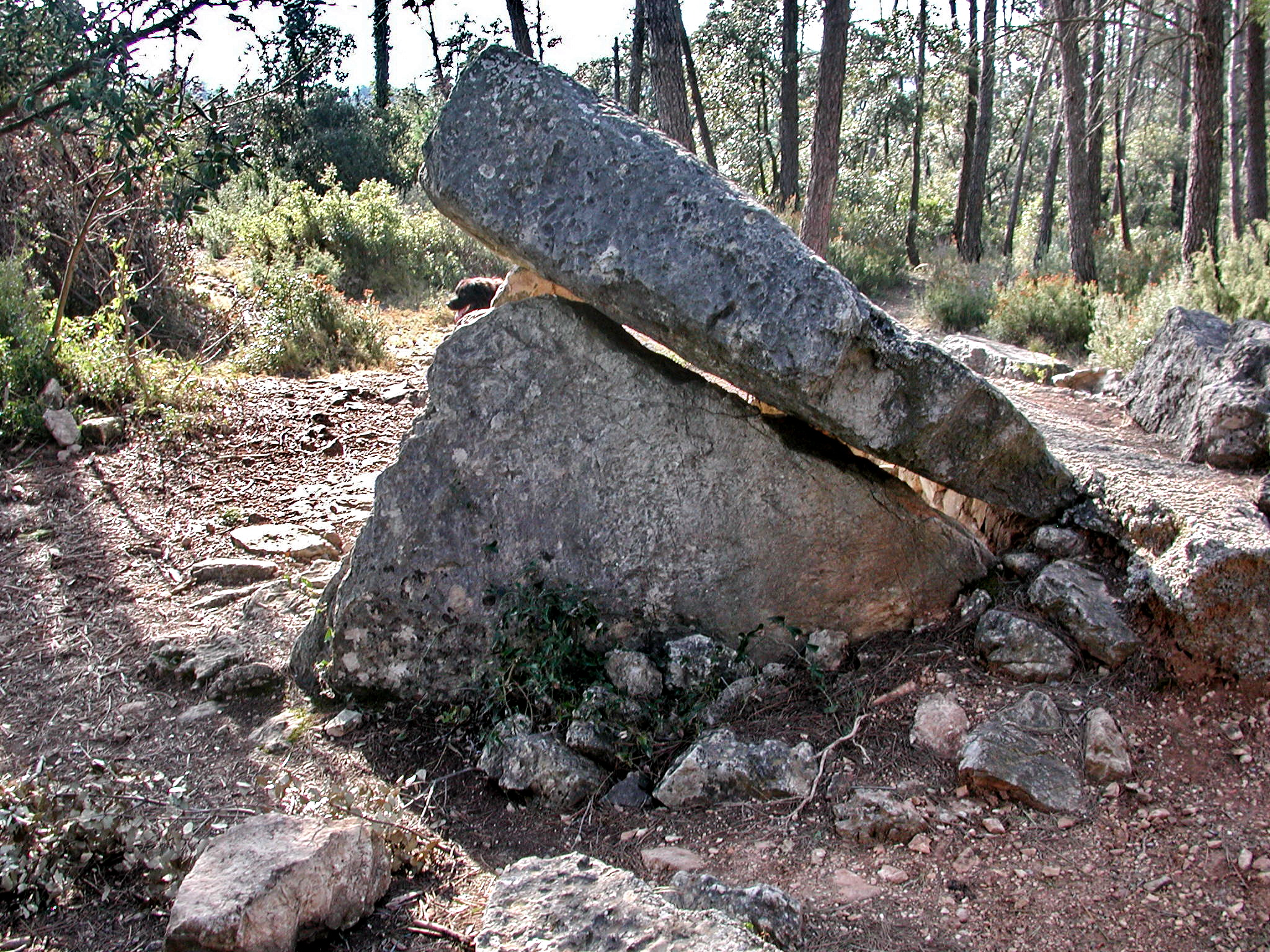
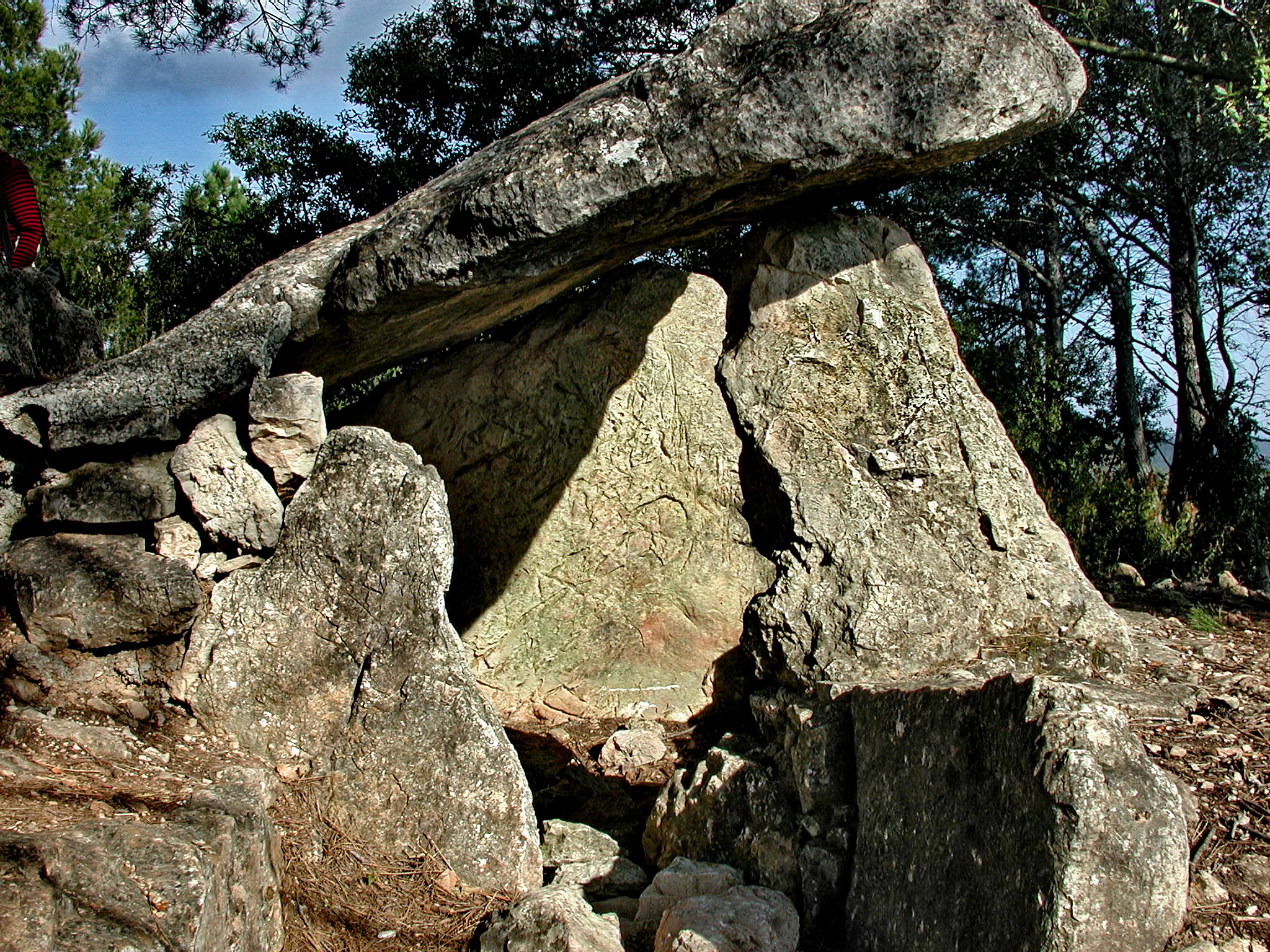

## Dolmen 2
Der kleine Dolmen 2 wurde 1962 von G. Berard 1962 entdeckt und ausgegraben und im Jahr 1992 von Helen Barge restauriert. Der Tumulus mit einem Durchmesser von etwa 7,0 m, besteht aus Steinen, die innerhalb einer doppelten Ringmauer gelegen zu haben scheinen. Die quadratische Kammer hat 1,3 m Seitenlänge und öffnet nach Westen. Sie wird auf der Nord- und Südseite von Trockenmauerwerk begrenzt. Ein Gang aus Trockenmauerwerk bildet den Zugang, der an einem Schwellenstein endet, der die Räume trennt. G. Berard fand den im Südwesten errichteten höchsten Orthostaten rechts neben dem Zugang gebrochen und mit Spuren von Hammerschlägen vor. Der Deckstein fehlt und der Endstein ist geborsten.
Die Ausgrabungen erbrachten verbrannte Knochenablagerungen, die von Platten und einem Haufen Kieselsteinen geschützt wurden. Die Grabbeigaben bestanden aus einer Pfeilspitze aus Feuerstein, einigen Keramikfragmenten und vor allem aus dekorativen Scheibenperlen aus Kalk- oder Speckstein, Anhängern aus Muscheln und Grandeln und einem durchbohrten Eberhauer.

Dolmen von Adrets 2 bis 4
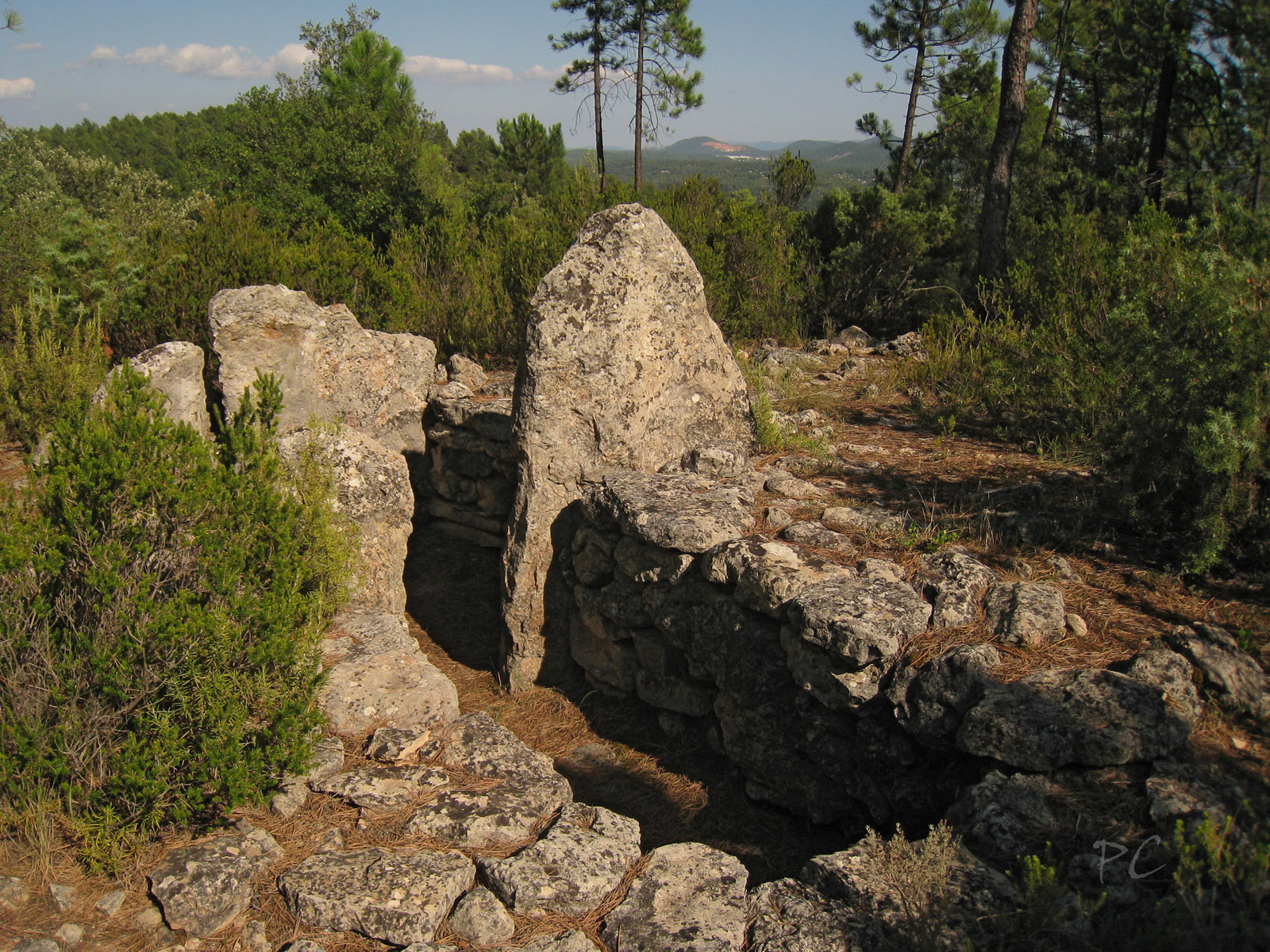
Dolmen 2
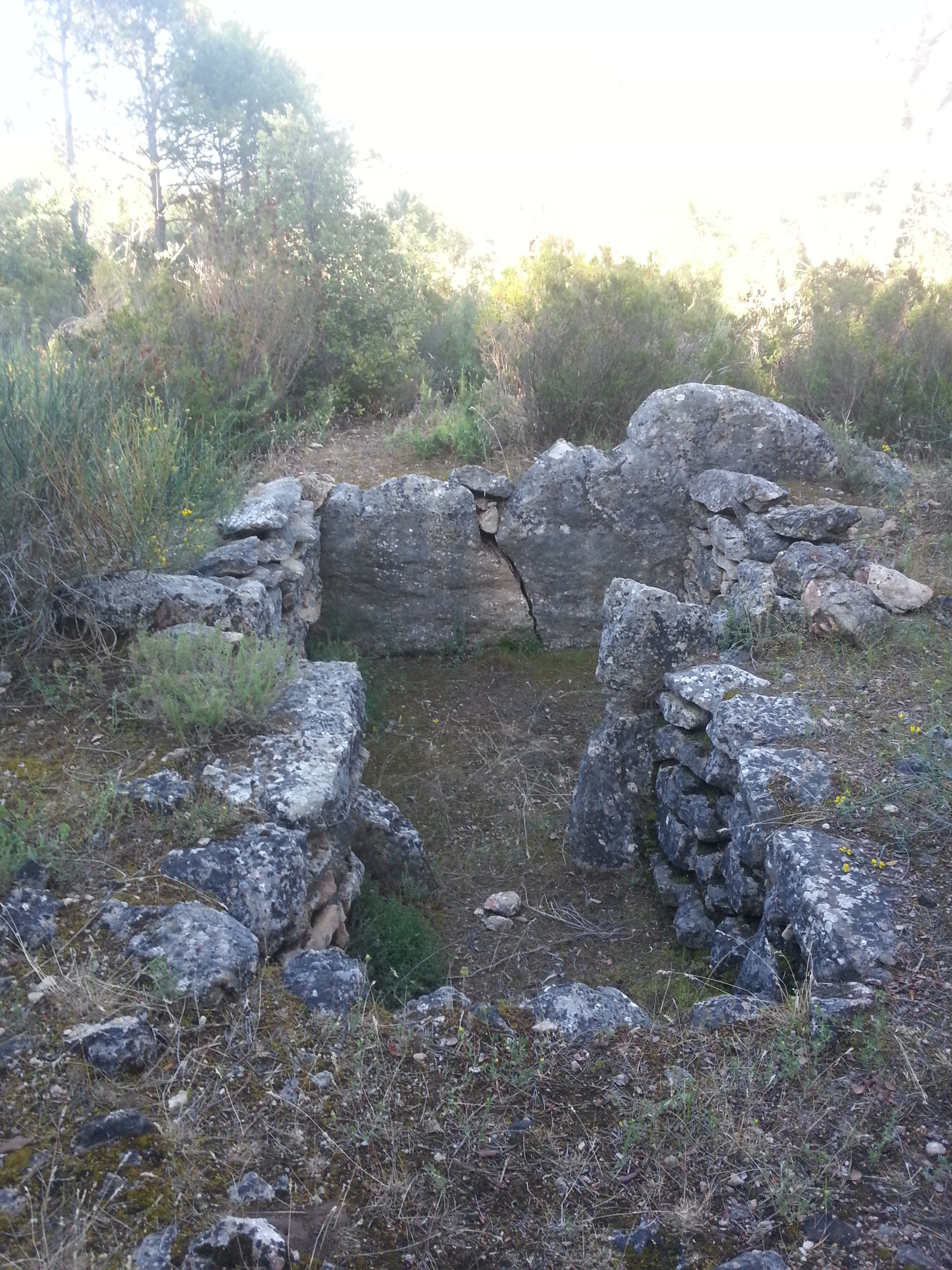
Dolmen 3
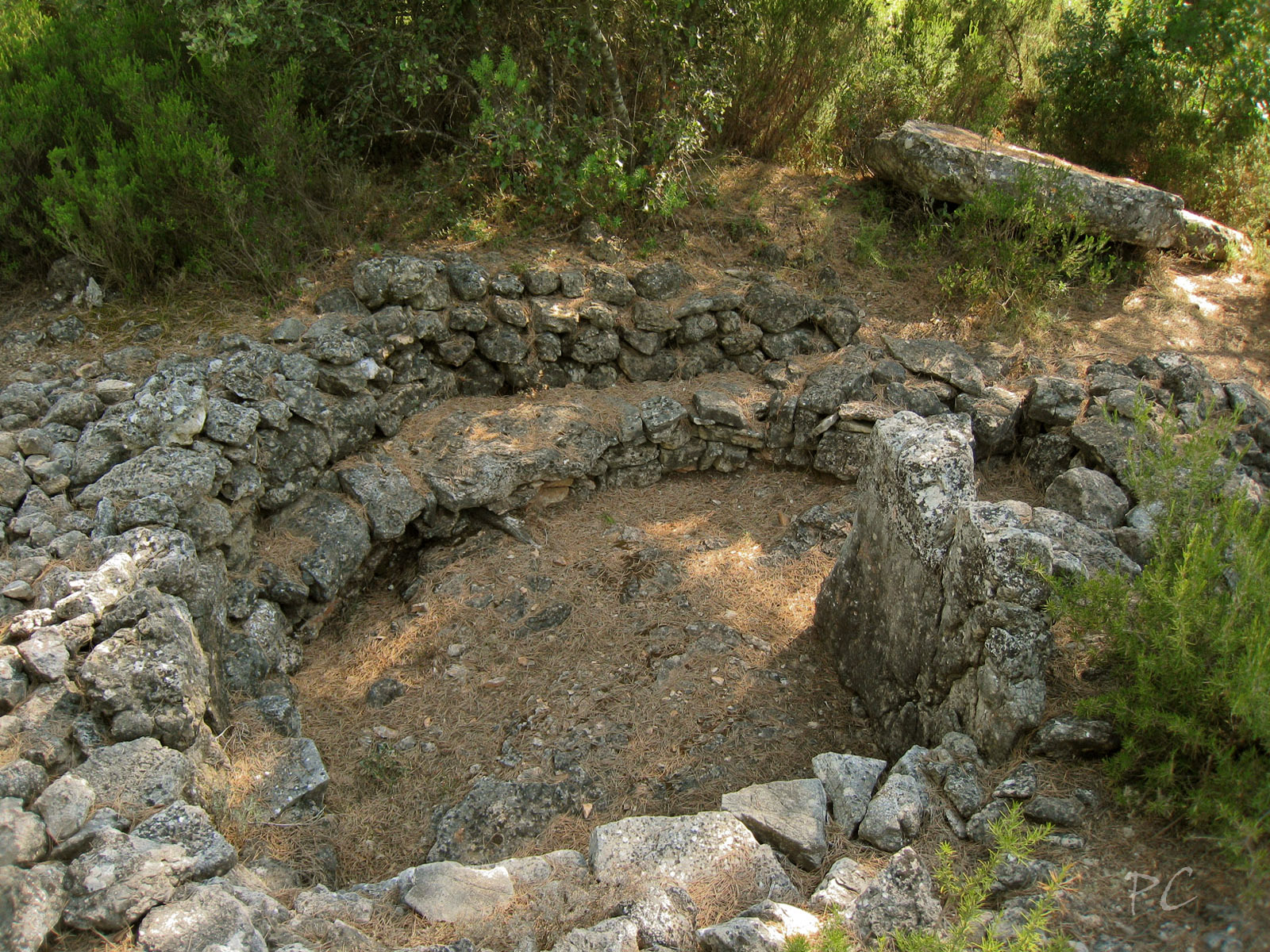
Dolmen 4
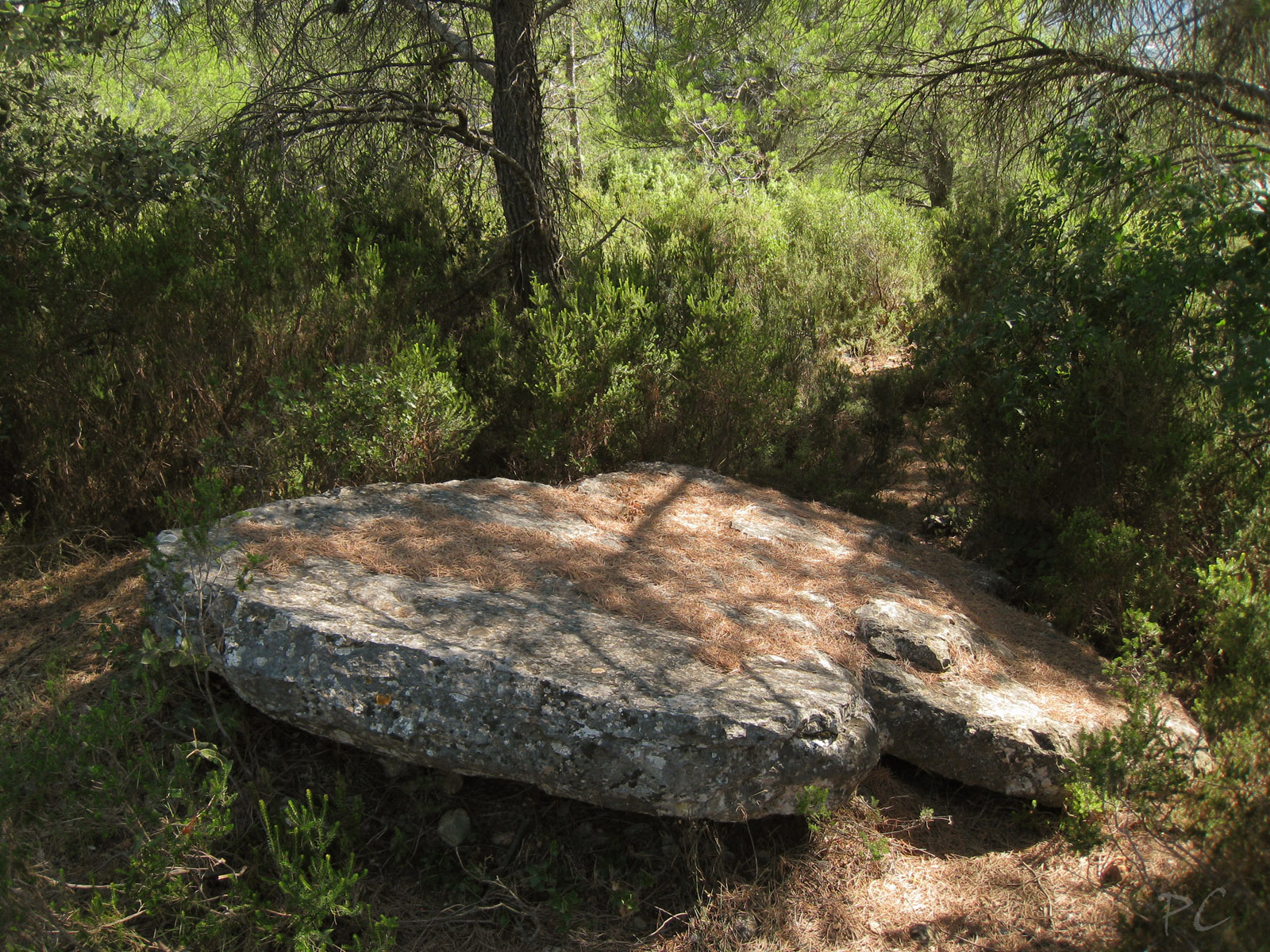
Verlagerter Stein von Dolmen 4

## Dolmen 3
Der Dolmen 3 wurde 1962 von G. Berard 1962 entdeckt und ausgegraben und im Jahr 1992 von Helen Barge restauriert. Er besteht aus einer rechteckigen Kammer (etwa 4,0 m lang und 2,0 m breit), die nach Westen öffnet. Er liegt in einem Tumulus aus losen Steinen mit einem Durchmesser von etwa 6,0 Metern und einer maximalen Höhe von 0,6 m. Die Nord- und Südwand der Kammer und der 0,90 m lange und 0,78 m breite Gang bestehen aus Trockenmauerwerk. Der zerborstene Endstein und die Megalithen am Zugang bestehen aus abgebrochenen Menhiren, der Deckstein fehlt.
Die Kammer enthielt kalzinierte menschliche Knochen, die von bis zu 30 Individuen stammen. Die Grabbeigaben bestanden überwiegend aus Schmuck, der ins Chalkolithikum zu datieren war.

## Dolmen 4
Der Dolmen 4 wurde 1962 von G. Berard 1962 entdeckt und von Ph. Amlet ausgegraben. Sein Tumulus hat einen Durchmesser von etwa 10,0 m. Die leicht trapezförmige Kammer misst 1,6 × 1,5 m und öffnet nach Westen. Der Gang endet mit Schwellensteinen, die im Bogen angeordnet sind. Die Nord- und Südwand der Kammer und der Gang werden durch Trockenmauerwerk begrenzt. Von den Megalithen ist nur ein Pfeiler links vom Zugang in situ erhalten. Ein großer verlagerter Stein liegt neben der Anlage.
Obwohl moderne Plünderungen die Schichten zerstört haben, fanden sich Beigabenreste (Zierelemente und Keramik), die die Bestattungen in die Glockenbecherkultur datieren.
Die vier Dolmen sind seit 1988 als Monument historique geschützt.